# Oelsaberg
Der Oelsaberg ist eine 361,4 m ü. NHN hohe Erhebung zwischen Seifersdorf und Oelsa im unteren Osterzgebirge. In den Meilenblättern von Sachsen ist für das Jahr 1790 auch die Schreibung Oelsßen Berg dokumentiert, 1828 taucht die Schreibung Oelsen Berg auf.

## Lage und Umgebung
Der Oelsaberg liegt auf dem Stadtgebiet von Rabenau im Landkreis Sächsische Schweiz-Osterzgebirge westlich von Oelsa und nordöstlich von Seifersdorf. Er ist eine Kuppe jenes Höhenrückens, der die beiden Ortschaften trennt und auf dem auch das geologisch interessante Götzenbüschchen steht. Auf diesem verläuft die historische Kleine Straße Freiberg – Possendorf.

## Geschichte

### Martersäule
Am höchsten Punkt des Oelsaberg steht eine 2,85 Meter hohe Betsäule aus Sandstein, die Martersäule. Sie wurde um 1500 aufgestellt. Die Martersäule ist beim Landesamt für Denkmalpflege Sachsen als Kulturdenkmal registriert. In älterer Literatur wurde sie manchmal als Thelersäule bezeichnet, diese Benennung dürfte jedoch irrig sein.

### Ortsgeschichte
Rund 100 Meter südöstlich der Säule liegt ein ebenfalls als Denkmal eingetragener Hof (Seifersdorfer Straße 8). Dieser ist im Kaufbuch für Großölsa mit einem Hausbaubrief und mit einem Schriftstück auf den 16. Februar 1832 datiert. Im Sterbeeintrag des Erbauers Carl Gottlieb Richter vom 9. Mai 1864 im Kirchbuch zu Seifersdorf ist er als Gründungshof für Neu-Oelsa vermerkt. Zwischen den beiden Kulturdenkmalen verlief bis zum Jahre 1876 die Straße von Seifersdorf nach Oelsa, die danach durch den 590 Meter langen heutigen Straßenverlauf abgelöst und im Oktober 1893 der öffentlichenkeit Entwitmet wurde.